# Dôme de la Sache
De Dôme de la Sache is een 3601 meter hoge berg in het Franse departement Savoie. De berg behoort tot de Vanoise, deel van de Grajische Alpen en is gelegen ten zuiden van Mont Pourri.